# 趙粲
趙 粲（ちょう さん、? - 300年）は、中国西晋の武帝司馬炎の側室。楊艶（武帝の元皇后）の母方の従姉妹にあたる。

## 生涯
父は趙虞（楊艶の母趙氏の弟）。
楊艶は幼い時に母を亡くし、母方の叔父である趙俊の家で養われた。楊艶が立后した時、趙俊は高い官位を与えられた。趙粲も後宮入りして妃嬪となった。
太子妃賈南風が、太子の側室を胎児ごと殺した際、司馬炎は激怒し、賈南風を太子司馬衷と離婚させようとした。趙粲は「太子妃は若いので嫉妬を避けられません」として弁護した。司馬衷（恵帝）が即位すると、皇后となった賈南風は趙粲を信任し、妹の賈午と趙粲と共によく相談した。賈皇后の母郭槐は「趙粲と賈午は事の成就には役立たない上、貴方の家事をぶち壊しにするには十二分です」と説いたが、賈皇后は気にかけなかった。その後、賈皇后は趙粲や賈午と共に計略を用い、庶出子の太子司馬遹に反逆の罪を着せて殺害した。
賈皇后の失脚後、趙粲と賈午も共謀罪を問われ、杖殺刑に処された。 

## 伝記資料
- 『晋書』列伝 后妃上
- 『晋書』列伝 司馬倫伝